# Телетриумф
«Телетриу́мф» — национальная телевизионная премия Украины, основанная 14 декабря 2000 года Национальным советом Украины по вопросам телевидения и радиовещания.
Согласно официальному сайту премии, её целями является:
- обозначение наиболее весомых достижений телеиндустрии;
- стимулирование развития отечественного телепроизводства;
- создание высоких стандартов телевещания на Украине.

## История награды
Инициатором создания премии стал тогдашний член Нацсовета по вопросам телевидения и радиовещания Николай Баграев — основатель группы компаний «Таврийские игры», в сотрудничестве с которой в первые годы проводилась церемония вручения наград «Телетриумф».
В 2003 году соорганизатором конкурса стала ассоциация «Индустриальный телевизионный комитет». В 2004 году канал «Интер» провёл первую трансляцию церемонии награждения. В 2006 году церемония награждения прошла в форме музыкально-развлекателоного шоу, транслировавшегося телеканалом «1+1».
Первая церемония награждения прошла 25 апреля 2001 года во дворце «Украина» в Киеве — премией «Телетриумф» были награждены телеработники в 14 номинациях. С того времени количество номинаций ежегодно менялаось. В 2012 году количество номинаций достигло 51.
Ведущей первой, второй и третьей церемонии стала телеведущая Татьяна Цимбал.
Вручение премии в основном проходит в Киеве (исключением стал 2005 год, когда церемония награждения проходила в Запорожье).
В 2007 году на церемонии награждения «Телетриумфа» впервые была вручена премия «Фаворит телепрессы» — первая в Украине награда медиажюри в области телевидения, организатором которой стала «Телекритика». В 2009 году премия «Фаворит телепрессы» отделилась от «Телетриумфа».
Заявки на участие в конкурсе с 2010 года подаются через официальный сайт премии.
В 2010 году введена номинация «Специальный приз премии Телетриумф». Лауреат определяется самими членами Жюри. В 2010 и 2011 году в этой номинации побеждал Владимир Бородянский, председатель правления телеканала «СТБ».
С 2012 года введена номинация «Открытие года». Номинантов определяет Экспертный совет и передаёт списки к голосованию членам Жюри. В 2012 году награду получили украинские детские каналы «Пиксель» и «Плюсплюс».
С 2012 года состоялось разделение членов жюри на три пула: национальный пул жюри, региональный пул жюри, члены Национального совета Украины по вопросам телевидения и радиовещания.
В 2013 году трансляция осуществлялась каналом 1+1 онлайн на канале YouTube.
В 2014 году церемонию награждения не проводили. 
В 2015 году премия проводилась сразу за два года совместно — 2014 — 2015. 12 ноября состоялась пресс-конференция, на которой организаторами было объявлено список учасников, которые вошли в тройку-четверку во всех номинациях. Победители стали известны 2 декабря на церемонии вручения награды "Телетриумф". Группа StarLightMedia, организатор проведения церемонии награждения и ТВ-трансляции «Телетриумф 2014 — 2015», предложила участникам премии новый — зрительский — подход к организации проведения церемонии награждения и создание телевизионной версии премии. Церемония длилась всего два с половиной часа. Ведущими стали Дмитрий Танкович и Сергей Притула.
В 2016 году церемония награждения состоялась в ивент-холле Freedom Hall. Организатором был избран StarLightEntertaiment.

## Статистика
| Год       | Количество номинаций | Кол-во поданых заявок | Количество экспертов | Дата церемоний  | Место проведения церемоний               | Телевизионная трансляция |
| --------- | -------------------- | --------------------- | -------------------- | --------------- | ---------------------------------------- | ------------------------ |
| 2001      | 14                   | 115                   | 72                   | 25 апреля       | Киев, дворец «Украина»                   |                          |
| 2002      | 21                   | 258                   | 100                  | 22 марта        | Киев, President Hotel                    |                          |
| 2003      | 20                   | 217                   | 103                  | 5 апреля        | Киев, President Hotel                    |                          |
| 2004      | 17                   | 250                   | 66                   | 26 марта        | Киев, Октябрьский дворец                 | Интер                    |
| 2005      | 20                   | 251                   | 106                  | 25 июня         | Запорожье                                |                          |
| 2006      | 19                   | 256                   | 76                   | 23 июня         | Киев, дворец «Україна»                   | 1+1                      |
| 2007      | 19                   | 254                   | 118                  | 23 июня         | Киев, дворец «Україна»                   | Новый канал              |
| 2008      | 19                   | 263                   | 69                   | 29 августа      | Киев, «Национальная опера Украины»       | UA: Первый               |
| 2009      | 24                   | 223                   | 89                   | 4 сентября      | Киев, Октябрьский дворец                 | 1+1                      |
| 2010      | 47                   | 300                   | 40                   | 14 октября      | Киев, Октябрьский дворец                 | Новый канал              |
| 2011      | 39                   | 292                   | 90                   | 17 ноября       | Киев, «Национальная опера Украины»       | Интер                    |
| 2012      | 51                   | 364                   | 112                  | 30 ноября       | Киев, дворец «Україна»                   | Телеканал Україна        |
| 2013      | 46                   | 332                   | 161                  | 13 февраля 2014 | Киев (онлайн трансляция на сайте премии) | 1+1 (онлайн трансляція)  |
| 2014-2015 | 42                   | 345                   | 196                  | 2 декабря       | Киев, Национальная опера Украины         | СТБ                      |
| 2016      | 42                   | 320                   | 167                  | 8 декабря       | Киев, ивент-холл Freedom                 |                          |
| 2017      | 73                   |                       |                      | 25 апреля 2018  | Киев, концерт-холл Stereo Plaza          |                          |

### Наибольшее количество наград получили
| Фамилия, имя / название работы                                                                                      | Количество полученных статуэток | Год, номинация |
| --- | ------------------------------- | --- |
| Алла Мазур | 7                               | - 2016 Ведущий/ведущая информационной, информационно-аналитической программы - 2015 Ведущий/ведущая информационной, информационно-аналитической программы - 2013 Ведущий/ведущая информационно-аналитическая программа - 2012 Ведущий/ведущая информационно-аналитическая программа - 2010 Ведущий/ведущая информационной программы - 2003 Ведущий информационной программы - 2001 Ведущий информационной программы |
| Свобода Слова (ICTV)                                                                                                | 6                               | - 2013 Политическое ток-шоу - 2012 Политическое ток-шоу - 2011 Социально-политическое шоу - 2009 Ток-шоу - 2007 Общественно-политическая передача - 2006 Ток-шоу |
| Дизайн канала 1+1                                                                                                   | 6                               | - 2016 Телевизионный дизайн - 2008 Телевизионный дизайн - 2007 Телевизионный дизайн - 2006 Телевизионный дизайн - 2002 Телевизионный дизайн - 2001 Телевизионный дизайн |
| Деньги (1+1) | 5                               | - 2016 Программа журналистских расследований - 2015 Программа журналистских расследований - 2013 Специальный репортаж - 2012 Специальный репортаж - 2011 Специальный репортаж |
| Елена Фроляк | 4                               | - 2012 Ведущий/ведущая информационной программы - 2011 Ведущий/ведущая информационной программы - 2007 Ведущий/ведущая информационной программы - 2002 Ведущий/ведущая информационной программы |
| Самый умный (1+1 / Интер)                                                                                           | 4                               | - 2010 Программа для детей - 2009 Детская передача - 2008 Детская программа - 2004 Детская программа |
| Окна-новости (СТБ)                                                                                                  | 4                               | - 2011 Информационная программа - 2010 Информационная программа - 2009 Информационная программа - 2007 Информационная программа |
| Факты недели с Оксаной Соколовой (ICTV)                                                                             | 4                               | - 2011 Информационно-аналитическая программа - 2010 Информационно-аналитическая программа - 2009 Итоговая (аналитическая) передача - 2007 Итоговая (аналитическая) передача |
| Андрей Цаплиенко | 4                               | - 2007 Репортер - 2004 Репортер - 2003 Репортер - 2002 Репортер |
| Владимир Зеленский                                                                                                  | 4                               | - 2015 Ведущий/ведущая развлекательная программа - 2013 Ведущий/ведущая развлекательная программа - 2012 Ведущий/ведущая развлекательная программа - 2010 Сценарист телепрограммы |
| Вечерний Квартал (Студия Квартал-95)                                                                                | 4                               | - 2015 Юмористическая программа - 2013 Юмористическая программа - 2012 Юмористическая программа - 2011 Оригинальная развлекательная программа |
| Виктор Вацко | 5                               | - 2016 Спортивный комментатор - 2015 Спортивный комментатор - 2013 Спортивный комментатор - 2012 Спортивный комментатор - 2010 Спортивный комментатор |
| Юрий Горбунов | 3                               | - 2008 Ведущий развлекательной передачи - 2007 Ведущий развлекательной передачи - 2004 Ведущий шоу-программы |
| Сценарная группа сериала "Сваты" (Квартал 95)                                                                       | 3                               | - 2012 Сценарист (сценарная группа) телевизионного фильма/мини-сериала/сериала - 2011 Сценарист (сценарная группа) телевизионного фильма/мини-сериала/сериала - 2010 Сценарист (сценарная группа) телевизионного фильма/мини-сериала/сериала |
| ТСН (1+1) | 3                               | - 2013 Информационная программа - 2008 Информационная передача (новости) - 2006 Информационная программа |
| Галина Пилютиковая                                                                                                  | 3                               | - 2012 Продюсер (продюсерская группа) телевизионной программы - 2010 Продюсер телепрограммы - 2009 Продюсер телепрограммы |
| Яковлев Андрей | 3                               | - 2012 Режиссер/постановщик (режиссерская группа) телевизионного художественного фильма/сериала - 2011 Режиссер телевизионного фильма/сериала - 2010 Режиссер телевизионного фильма/сериала |
| Телевизионный дизайн М1                                                                                             | 3                               | - 2012 Телевизионный дизайн (ID) канала - 2011 Телевизионный дизайн канала - 2004 Телевизионный дизайн |
| Шанс (Интер) | 3                               | - 2007 Музыкальная передача - 2006 Развлекательная программа - 2004 Телевизионная игра |
| Долбилов Сергей | 3                               | - 2003 Сценарист - 2004 Режиссер (программы/фильма/сериала/клипа/шоу) - 2012 Режиссер/постановщик (режиссерская группа) телевизионного документального фильма |
| Касается каждого (Интер)                                                                                            | 3                               | - 2013 Промокампания (комплексная) - 2013 Телевизионный дизайн программы - 2013 Аудиодизайн |
| Сценарная группа программы "Вечерний квартал" ( Квартал 95)                                                         | 4                               | - 2016 Сценарист (сценарная группа) телевизионной программы - 2015 Сценарист, сценарная группа телевизионной программы - 2013 Сценарист (сценарная группа) телевизионной программы - 2012 Сценарист (сценарная группа) телевизионной программы |
| Факты (ICTV) | 3                               | - 2015 Информационная, информационно-аналитическая программа - 2003 Информационная программа - 2002 Информационная программа |
| X-Фактор - 6 сезон ( СТБ )                                                                                          | 3                               | - 2015 Телевизионный дизайн программы - 2012 Форматная программа - 2011 Форматная развлекательная программа |
| ТСН . Неделя ( 1+1 )                                                                                                | 3                               | - 2016 Информационная/Информационно-аналитическая программа - 2013 Информационно-аналитическая программа - 2012 Информационно-аналитическая программа |
| Ступка Богдан | 2                               | - 2012 Актер телевизионного фильма/сериала (исполнитель мужской роли) - 2004 Актер/актриса (фильма/сериала) |
| Лидия Таран | 2                               | - 2008 Ведущий информационной программы - 2003 Спортивный комментатор, ведущий спортивной программы |
| Андрей Куликов | 2                               | - 2013 Ведущий/ведущая ток-шоу - 2011 Ведущий/ведущая ток-шоу |
| Людмила Добровольская                                                                                               | 2                               | - 2011 Ведущий/ведущая программы любого формата — регион - 2010 Ведущий/ведущая программы любого формата — регион |
| Тина Король | 2                               | - 2008 Ведущий развлекательной передачи - 2007 Ведущий развлекательной передачи |
| Оксана Марченко | 2                               | - 2011 Ведущий/ведущая развлекательная программа - 2010 Ведущий/ведущая развлекательная программа |
| Большая разница по-украински                                                                                        | 2                               | - 2011 Юмористическая программа - 2010 Юмористическая программа |
| Уроки тетушки Совы                                                                                                  | 2                               | - 2005 Детская программа - 2002 Программа для детей |
| День Сити (СИТИ) | 2                               | - 2011 Информационная программа — регион - 2010 Информационная программа — регион |
| Степанов Алексей | 2                               | - 2003 Оператор телепрограммы - 2002 Оператор телепрограммы |
| 180 градусов (Эммануил)                                                                                             | 2                               | - 2013 Программа любого формата - регион - 2012 Программа любого формата - регион |
| Городничий Руслан                                                                                                   | 2                               | - 2010 Продюсер телепрограммы - 2009 Продюсер телепрограммы |
| Закрытая зона (5 канал)                                                                                             | 2                               | - 2006 Публицистическая программа - 2005 Публицистическая программа |
| Владимир Кошевой | 2                               | - 2012 Художник – постановщик телепрограммы - 2011 Художник – постановщик телепрограммы |
| Игорь Пелых | 2                               | - 2003 Ведущий развлекательной программы - 2009 За личный вклад в развитие украинского телевидения премия "Телетриумф" |
| Владимир Бородянский                                                                                                | 2                               | - 2011 Специальный приз премии Телетриумф - 2010 Специальный приз премии Телетриумф |
| Сериал Сваты (Интер)                                                                                                | 2                               | - 2011 Телевизионный художественный сериал - 2010 Телевизионный художественный сериал |
| Телевизионный дизайн ICTV                                                                                           | 2                               | - 2013 Телевизионный дизайн (ID) канала - 2003 Телевизионный дизайн |
| Большой бокс (ИНТЕР)                                                                                                | 2                               | - 2013 Спортивная программа - 2012 Спортивная программа |
| Третий тайм (ICTV)                                                                                                  | 2                               | - 2011 Спортивная программа - 2010 Спортивная программа |
| Говорит Украина (Украина)                                                                                           | 3                               | - 2016 Общественно-социальное ток-шоу - 2013 Общественно-социальное ток-шоу - 2012 Общественно-социальное ток-шоу |
| Гордость страны (Новый канал)                                                                                       | 2                               | - 2010 Социально-политическое шоу - 2008 Учебная, познавательная, культурологическая, социальная передача |
| У Украина есть талант (1, 2) (СТБ)                                                                                  | 2                               | - 2010 Развлекательная программа - 2009 Развлекательная программа |
| Танцы со звездами ( 1+1)                                                                                            | 2                               | - 2008 Развлекательная программа - 2007 Развлекательная программа |
| Подъем (Новый канал)                                                                                                | 2                               | - 2002 Телевизионное шоу - 2001 Телевизионное шоу |
| Ольга Кашпор | 2                               | - 2013 Репортер - 2012 Репортер |
| Алексей Горбунов | 2                               | - 2015 Актер телевизионного фильма, сериала - 2011 Актер телевизионного фильма/сериала (исполнитель мужской роли) |
| "Нюхач" (FILM.UA)                                                                                                   | 2                               | - 2015 Телевизионный художественный сериал - 2015 Открытие года (Специальная награда премии Телетриумф) |
| Школа доктора Комаровского (Интер)                                                                                  | 1                               | - 2010 г. Познавательная программа. Стиль жизни - 2011 Программа для детей |
| Караоке на Майдане(Prime Time)                                                                                      | 1                               | - 2008 Музыкальная передача - 2003 Телевизионная игра |
| Джентльмен-шоу (Интер)                                                                                              | 1                               | - 2001 Юмористическая программа |
| В гостях у Демы (Приват-TV – т/о Детвора, г. Харьков)                                                               | 1                               | - 2001 Программа для детей |
| Репортер (Новый канал)                                                                                              | 1                               | - 2001 Информационная программа - общенациональные выпуски |
| Темы дня (ТВА, г. Черновцы)                                                                                         | 1                               | - 2001 Местные новости (ежедневные региональные выпуски) |
| Мелорама (Интер) | 1                               | - 2001 Музыка на телевидении |
| Орлянкин Олег | 1                               | - 2001 Оператор телепрограммы |
| Жизнь животных (Интер)                                                                                              | 1                               | - 2001 Научно-популярная программа |
| Анатолий Матешко | 1                               | - 2001 Режиссер телепрограммы |
| Артем Шевченко | 1                               | - 2001 Репортер |
| Зинченко Евгений | 1                               | - 2001 Спортивный комментатор, ведущий спортивной программы |
| Скрытая камера (О ТВ, 1+1)                                                                                          | 1                               | - 2002 Юмористическая программа на общеукраинском канале |
| Маски – шоу (ТРК Алиса)                                                                                             | 1                               | - 2002 Юмористическая программа на региональном канале |
| Бизнес-кофе (ТРК Студия Плюс, ТРК Эра , НТКУ)                                                                       | 1                               | - 2002 Экономическая программа |
| Алекс-информ (ТРК Алекс)                                                                                            | 1                               | - 2002 Местные новости (ежедневные региональные выпуски) |
| Решето - Певица Росава (ТЕТ)                                                                                        | 1                               | - 2002 Музыка по телевидению на региональном канале |
| М-файлы (М1, ICTV)                                                                                                  | 1                               | - 2002 Музыка на телевидении на общеукраинском канале |
| Я знаю (ТВА) | 1                               | - 2002 Научно-популярная программа на региональном канале |
| Тайные истории. Затерянный мир в бездне (студия Дмитрия Харитонова, 21-й век, 1+1)                                  | 1                               | - 2002 Научно-популярная программа на общеукраинском канале |
| N-ный километр. Афганистан (Интер)                                                                                  | 1                               | - 2002 Публицистическая программа |
| Семён Горов | 1                               | - 2002 Режиссер телепрограммы |
| Сергей Полховский                                                                                                   | 1                               | - 2002 Спортивный тележурналист |
| Косарев Сергей | 1                               | - 2002 Сценарист телепрограммы |
| В поисках сокровищ (34 канал)                                                                                       | 1                               | - 2002 Телевизионное шоу на региональном канале |
| Искушения доктора Фауста из мини-сериала Любовный треугольник (Маски)                                               | 1                               | - 2003 Юмористическая программа |
| LG-Эврика (Интер)                                                                                                   | 1                               | - 2003 Программа для детей |
| Окна-бизнес (СТБ)                                                                                                   | 1                               | - 2003 Экономическая программа |
| твой формат Скрябин ( М1 )                                                                                          | 1                               | - 2003 Музыка на телевидении |
| Вижу Землю! ( НТКУ)                                                                                                 | 1                               | - 2003 Научно-популярная программа |
| Спецрепортер ( Новый канал )                                                                                        | 1                               | - 2003 Публицистическая программа |
| Сергей Буковский (г. Киев)                                                                                          | 1                               | - 2003 Режиссер |
| Галопом по Европам( ICTV )                                                                                          | 1                               | - 2003 Развлекательная программа |
| Без табу с Ольгой Герасимьюк ( 1+1 )                                                                                | 1                               | - 2003 Ток-шоу |
| Иван Мащенко | 1                               | - 2003 За личный вклад в развитие украинского телевидения премия "Телетриумф" |
| Александр Зинченко                                                                                                  | 1                               | - 2003 За личный вклад в развитие украинского телевидения премия "Телетриумф" |
| Иванна Коберник | 1                               | - 2004 Ведущий информационной программы (новости/спортивной программы/экономической/культурологической/научно-популярной) |
| Подробно с Дмитрием Киселевым ( ICTV )                                                                              | 1                               | - 2004 Информационная программа (новости/спортивная программа/ экономическая/ культурологическая/ научно-популярная) |
| Калугин Антон | 1                               | - 2004 Оператор (программы/фильма/сериала/клипа/шоу) |
| Легенды старого Львова (ТРК Люкс)                                                                                   | 1                               | - 2004 Лучшая региональная программа |
| Михаил Павлов | 1                               | - 2004 Продюсер (программы/фильма/сериала/клипа/шоу) |
| Д\ф Независимость. Украинский вариант (Новый канал)                                                                 | 1                               | - 2004 Публицистика/документальный фильм (научно-популярный/экономический) |
| Tвой формат: Океан Эльзы (М1)                                                                                       | 1                               | - 2004 Развлекательная (музыкальная/юмористическая) |
| Я так думаю (1+1)                                                                                                   | 1                               | - 2004 Ток-шоу |
| За двумя зайцами (Интер)                                                                                            | 1                               | - 2004 Фильм/сериал (телевизионный фильм/сериал) |
| Татьяна Цимбал | 1                               | - 2004 За личный вклад в развитие украинского телевидения премия "Телетриумф" |
| Андрей Шевченко | 1                               | - 2005 Ведущий информационной программы |
| Василиса Фролова | 1                               | - 2005 Ведущий развлекательной программы |
| Лицо протеста ( Шевченко Андрей, ГО Республика)                                                                     | 1                               | - 2005 Документальный фильм |
| Время (5 канал) | 1                               | - 2005 Информационная программа |
| Назаров Юрий | 1                               | - 2005 Оператор |
| Киевские миниатюры (ТРК Киев)                                                                                       | 1                               | - 2005 Лучшая региональная программа |
| Валентин Коваль | 1                               | - 2005 Продюсер |
| Иван Кравчишин | 1                               | - 2005 Режиссер |
| Святослав Цеголко                                                                                                   | 1                               | - 2005 Репортер |
| Смотри! (ТЕТ) | 1                               | - 2005 Развлекательная программа |
| Шоу Иванны Найди (Студия Пилот)                                                                                     | 1                               | - 2005 Ток-шоу |
| Юрий Артеменко | 1                               | - 2005 За личный вклад в развитие украинского телевидения премия "Телетриумф" |
| Брыкайло Тарас | 1                               | - 2005 За личный вклад в развитие украинского телевидения премия "Телетриумф" |
| Ирина Ванникова | 1                               | - 2006 Ведущий информационной программы |
| Остап Ступка | 1                               | - 2006 Ведущий развлекательной программы |
| Хочу быть звездой (1+1)                                                                                             | 1                               | - 2006 Детская программа |
| Батурин. Утерянная столица (Новая студия)                                                                           | 1                               | - 2006 Документальный фильм |
| Азаренко Сергей | 1                               | - 2006 Оператор |
| Экстремальный уикенд (НТА)                                                                                          | 1                               | - 2006 Лучшая региональная программа |
| Владимир Оселедчик                                                                                                  | 1                               | - 2006 Продюсер |
| Александр Даруга | 1                               | - 2006 Режиссер |
| Богатырские игры (1+1)                                                                                              | 1                               | - 2006 Лучшая спортивная программа |
| Константин Грубич                                                                                                   | 1                               | - 2006 Репортер |
| Факты. Спорт с Игорем Мирошниченко (ICTV)                                                                           | 1                               | - 2006 Лучшая спортивная программа |
| Леся + Рома (ICTV)                                                                                                  | 1                               | - 2006 Сериал |
| Мазепа: любовь, величие, измена (1+1)                                                                               | 1                               | - 2006 Телефильм |
| Александр Роднянский                                                                                                | 1                               | - 2006 За личный вклад в развитие украинского телевидения премия "Телетриумф" |
| Серебряный апельсин (ТРК Украина)                                                                                   | 1                               | - 2007 Детская программа |
| Война и мир (Интер)                                                                                                 | 1                               | - 2007 Документальный фильм (сериал) |
| Итоги (ТРК Люкс) | 1                               | - 2007 Местные новости |
| Черным по белому (1+1)                                                                                              | 1                               | - 2007 Информационно-развлекательная передача |
| Окна-новости (СТБ)                                                                                                  | 1                               | - 2007 г. Специальная номинация от журналистов |
| Документ, Собор на крови (1+1)                                                                                      | 1                               | - 2007 Учебная, познавательная, культурологическая, социальная передача |
| Сорока Виктор | 1                               | - 2007 Репортер |
| Гол! (Новый канал)                                                                                                  | 1                               | - 2007 Спортивная передача |
| Константин Жавроцкий                                                                                                | 1                               | - 2007 За личный вклад в развитие украинского телевидения премия "Телетриумф" |
| Сергей Рахманин | 1                               | - 2008 Дебют |
| Ген жестокости (Интер)                                                                                              | 1                               | - 2008 Документальный фильм (сериал) |
| Наш репортер (ТРК Люкс)                                                                                             | 1                               | - 2008 Местные новости |
| Цикл сюжетов ТСН о найденных украинских реликвиях в Королевстве Швеция (1+1)                                        | 1                               | - 2008 Возрожденная История |
| За окнами (СТБ) | 1                               | - 2008 Специальная номинация: Фаворит телепрессы |
| Параллельный мир (Студия Пилот)                                                                                     | 1                               | - 2008 Учебная, познавательная, культурологическая, социальная передача |
| Усенко Светлана | 1                               | - 2008 Репортер |
| Подробности недели (Интер)                                                                                          | 1                               | - 2008 Общественно-политическая передача |
| Большие украинцы (Интер)                                                                                            | 1                               | - 2008 Специальный проект (внежанровая передача) |
| Журнал Лиги чемпионов УЕФА О Лиге (1+1)                                                                             | 1                               | - 2008 Спортивная передача |
| Виталий Линецкий | 1                               | - 2009 Актер, актриса телевизионного фильма/сериала |
| Сергей Попов | 1                               | - 2009 Ведущий/ведущая информационной программы |
| Андрей Доманский | 1                               | - 2009 Ведущий/ведущая развлекательная программа |
| Фаїна. Война спецслужб (ICTV)                                                                                       | 1                               | - 2009 Документальный фильм/сериал |
| Шоумания (Новый канал)                                                                                              | 1                               | - 2009 Музыкальная программа |
| Соловьев Сергей | 1                               | - 2009 Оператор телепрограммы, телевизионного фильма/сериала |
| День-Сити (СИТИ) | 1                               | - 2009 Региональная программа – специальная премия для региональных телекомпаний |
| Богдан Коровченко                                                                                                   | 1                               | - 2009 Режиссер телепрограммы, телевизионного фильма/сериала |
| Наталья Соколенко                                                                                                   | 1                               | - 2009 Репортер |
| Футбольный Уик-энд(ТРК Украина)                                                                                     | 1                               | - 2009 Спортивная передача |
| Спецрасследование. Полная пастеризация (ICTV)                                                                       | 1                               | - 2009 Сценарий телевизионного произведения |
| Идентификаторы Нового канала: теннис, пуговицы, лук, мыльные пузыри, осы, шоу-фейерверк, бизнес-центр (Новый канал) | 1                               | - 2009 Лучший дизайн произведения или канала |
| Доярка из Хацапетовки 2: Вызов судьбы (Новая Студия)                                                                | 1                               | - 2009 Телесериал |
| Дорогие дети (ICTV)                                                                                                 | 1                               | - 2009 Телефильм |
| Доктор Хаус (СТБ)                                                                                                   | 1                               | - 2009 Лучший украиноязычный перевод |
| Федор Добронравов                                                                                                   | 1                               | - 2010 Актер телевизионного фильма/сериала (исполнитель мужской роли) |
| Людмила Артемьева                                                                                                   | 1                               | - 2010 Актриса телевизионного фильма/сериала (исполнительница женской роли) |
| Доктор Хайм. Эксперименты над людьми (Интер)                                                                        | 1                               | - 2010 Телевизионный документальный фильм |
| Сергей Угаров | 1                               | - 2010 Звукорежиссер телепрограммы |
| Александр Дяченко                                                                                                   | 1                               | - 2010 Звукорежиссер телевизионного фильма/сериала |
| В поисках истины: двойная жизнь Иосифа Сталина (СТБ)                                                                | 1                               | - 2010 Историческая программа |
| Егор Олесов | 1                               | - 2010 Композитор телевизионного художественного фильма/сериала |
| Константин Меладзе                                                                                                  | 1                               | - 2010 Композитор телепрограммы |
| Аскаров Радик | 1                               | - 2010 Оператор/постановщик телевизионного художественного фильма/сериала |
| Металев Юрий | 1                               | - 2010 Оператор/постановщик телевизионной программы |
| 7 Дней Сити (СИТИ)                                                                                                  | 1                               | - 2010 Программа любого формата - регион |
| Федосенко Яна | 1                               | - 2010 Режиссер/постановщик (режиссерская группа) телевизионной программы |
| Сергей Андрушко | 1                               | - 2010 Репортер |
| Александр Дегтяр | 1                               | - 2010 Световая режиссура телепрограммы |
| Танго с Дакаром (Интер)                                                                                             | 1                               | - 2010 Специальный репортаж |
| У Бога за пазухой (1+1)                                                                                             | 1                               | - 2010 Специальный репортаж |
| Соседи (Интер) | 1                               | - 2010 Телевизионная новелла |
| Заставка проекта БУМ-Битва Украинских городов (Интер)                                                               | 1                               | - 2010 Телевизионный дизайн |
| Последний гетман из цикла Тайная история Украины (студия Дмитрия Харитонова)                                        | 1                               | - 2010 Телевизионный документальный сериал |
| Паршивые овцы (FILM.UA)                                                                                             | 1                               | - 2010 Телевизионный художественный фильм/мини-сериал |
| Теория лжи (1+1) | 1                               | - 2010 Украинский перевод (дубляж) |
| Олег Белоус | 1                               | - 2010 Художник по свету телевизионного фильма/сериала |
| Максим Балашов | 1                               | - 2010 Художник по свету телепрограммы |
| Геннадий Мироненко                                                                                                  | 1                               | - 2010 год Художник-постановщик телевизионной программы |
| Олег Ухов | 1                               | - 2010 Художник – постановщик телевизионного фильма/сериала |
| Николай Слободян | 1                               | - 2010 За личный вклад в развитие украинского телевидения премия "Телетриумф" |
| Татьяна Кравченко                                                                                                   | 1                               | - 2011 Актриса телевизионного фильма/сериала (исполнительница женской роли) |
| Оксана Соколова | 1                               | - 2011 Ведущий/ведущая информационно-аналитическая программа |
| Почти взрослая. Дневник двадцатилетний (СТБ)                                                                        | 1                               | - 2011 Телевизионный документальный фильм |
| Свежая кровь от Djuice на М1 (М1)                                                                                   | 1                               | - 2011 Музыкальная программа. Популярная музыка |
| Алексей Ламах | 1                               | - 2011 Оператор/постановщик телевизионного художественного фильма/сериала |
| Юрий Сметанин | 1                               | - 2011 Оператор/постановщик телевизионной программы |
| ЛЕГЕНДЫ СИТИ, (СИТИ)                                                                                                | 1                               | - 2011 Программа любого формата - регион |
| Продюсерская группа фильма "Баллада о Бомбере"                                                                      | 1                               | - 2011 Продюсер (продюсерская группа) телевизионного фильма/сериала |
| Рапп Анна | 1                               | - 2011 Продюсер (продюсерская группа) телевизионной программы |
| Литвинов Максим | 1                               | - 2011 Режиссер/постановщик (режиссерская группа) телевизионной программы |
| Ольга Червакова | 1                               | - 2011 Репортер |
| Тала Онищук | 1                               | - 2011 Сценарист (сценарная группа) телевизионной программы |
| Другой футбол (ICTV)                                                                                                | 1                               | - 2011 Телевизионный дизайн программы |
| Клан Сопрано (TV+)                                                                                                  | 1                               | - 2011 Украинский перевод (дубляж) |
| Завтрак с 1+1 (1+1)                                                                                                 | 1                               | - 2011 Утренняя передача |
| Адская кухня (1+1)                                                                                                  | 1                               | - 2011 Кулинарная программа |
| Вячеслав Кудин | 1                               | - 2011 За личный вклад в развитие украинского телевидения премия "Телетриумф" |
| Ирма Витовская | 1                               | - 2012 Актриса телевизионного фильма/сериала (исполнительница женской роли) |
| Евгений Комаровский                                                                                                 | 1                               | - 2012 Ведущий/ведущая ток-шоу |
| Дмитрий Добродомов                                                                                                  | 1                               | - 2012 Ведущий/ведущая программы любого формата — регион |
| Появление украинских детских каналов (Пиксель, ПлюсПлюс)                                                            | 1                               | - 2012 Открытие года |
| Школа юного суперагента (Национальная телекомпания Украины)                                                         | 1                               | - 2012 Программа для детей |
| Сваты: жизнь без грима (Студия Квартал-95)                                                                          | 1                               | - 2012 Телевизионный документальный фильм/цикл |
| Подробности(Интер)                                                                                                  | 1                               | - 2012 Информационная программа |
| Время новостей Донбасса (Телеканал Донбасс)                                                                         | 1                               | - 2012 Информационная программа — регион |
| Ревизор (Новый канал)                                                                                               | 1                               | - 2012 Информационно-развлекательная программа |
| Сергей Дорофеев | 1                               | - 2012 Интервьюер |
| 10 лет первые (М1)                                                                                                  | 1                               | - 2012 Музыкальная программа/фильм |
| Алексей Коваленко                                                                                                   | 1                               | - 2012 Оператор/постановщик телевизионной программы |
| EURO 2012 (Украина)                                                                                                 | 1                               | - 2012 Эфирное промо, промокампания |
| Майданс.2012 (Интер)                                                                                                | 1                               | - 2012 Промокампания (комплексная) |
| Ксения Бугримова | 1                               | - 2012 Режиссер/постановщик (режиссерская группа) телевизионной программы |
| Сергей Карпий | 1                               | - 2012 Репортер-регион |
| Александр Денисов                                                                                                   | 1                               | - 2012 Ведущий/ведущая спортивных программ |
| Женский доктор (FILM.UA)                                                                                            | 1                               | - 2012 Телевизионная новелла |
| Адская кухня-2 (1+1)                                                                                                | 1                               | - 2012 Телевизионный дизайн программы |
| Сердце подскажет (Интер)                                                                                            | 1                               | - 2012 Аудиодизайн, звуковое оформление |
| Большой футбол (Украина)                                                                                            | 1                               | - 2012 Дизайн студии |
| Ольга Слонь | 1                               | - 2012 Стилист |
| Остров ненужных людей (Star Media)                                                                                  | 1                               | - 2012 Телевизионный художественный сериал |
| Басни Митяя (Квартал 95)                                                                                            | 1                               | - 2012 Телевизионный сеть/ cкетчком |
| Ангелы войны (FILM.UA)                                                                                              | 1                               | - 2012 Телевизионный художественный фильм/мини-сериал |
| Люба Агнешко (Херсонская областная государственная телерадиокомпания)                                               | 1                               | - 2012 Документальный фильм – регион |
| Игра престолов (ТЕТ )                                                                                               | 1                               | - 2012 Украинский перевод (дубляж) |
| Сваты у плиты (Интер)                                                                                               | 1                               | - 2012 Кулинарная программа |
| Евгения Ткаченко | 1                               | - 2012 За личный вклад в развитие украинского телевидения премия "Телетриумф" |
| Сергей Стрельников                                                                                                  | 1                               | - 2013 Актер телевизионного фильма/сериала (исполнитель мужской роли) |
| Олеся Жураковская                                                                                                   | 1                               | - 2013 Актриса телевизионного фильма/сериала (исполнительница женской роли) |
| Наталья Мосейчук | 1                               | - 2013 Ведущий/ведущая информационной программы |
| Вахтанг Кипиани | 1                               | - 2013 Ведущий/ведущая программы любого формата — регион |
| Рассвет (ICTV) | 1                               | - 2013 Программа для детей |
| Богдан Ступка. Забудьте слово «смерть» (Интер)                                                                      | 1                               | - 2013 Телевизионный документальный фильм/цикл |
| Подробности (34 канал)                                                                                              | 1                               | - 2013 Информационная программа — регион |
| Вечерний Киев (Квартал 95)                                                                                          | 1                               | - 2013 Информационно-развлекательная программа |
| Юлия Литвиненко | 1                               | - 2013 Интервьюер |
| Даниил Юделевич | 1                               | - 2013 Композитор телевизионного художественного фильма/сериала |
| Брюссель (М1) | 1                               | - 2013 Музыкальная программа/фильм |
| Владимир Гуевский                                                                                                   | 1                               | - 2013 Оператор/постановщик телевизионной программы |
| Адская кухня (1+1)                                                                                                  | 1                               | - 2013 Эфирное промо, промокампания |
| Александр Тименко                                                                                                   | 1                               | - 2013 Режиссер/постановщик (режиссерская группа) телевизионного художественного фильма/сериала |
| Игорь Кобрин | 1                               | - 2013 Режиссер/постановщик (режиссерская группа) телевизионного документального фильма |
| Маргарита Яковенчук, Михаил Городничий                                                                              | 1                               | - 2013 Режиссер/постановщик (режиссерская группа) телевизионной программы |
| Наталья Махнюк | 1                               | - 2013 Репортер-регион |
| Голос Страны (1+1)                                                                                                  | 1                               | - 2013 Форматная программа |
| Роман Кадемин | 1                               | - 2013 Ведущий/ведущая спортивных программ |
| Команда гримеров ШоумаSтгоуон (Новый канал)                                                                         | 1                               | - 2013 Стилист |
| Алина Семерякова | 1                               | - 2013 Сценарист (сценарная группа) телевизионного фильма/мини-сериала/сериала |
| Анна Герман (Star Media)                                                                                            | 1                               | - 2013 Телевизионный художественный сериал |
| Сказочная Русь (Квартал 95)                                                                                         | 1                               | - 2013 Телевизионный сеть/ cкетчком |
| Мотыльки (FILM.UA)                                                                                                  | 1                               | - 2013 Телевизионный художественный фильм/мини-сериал |
| День – как мгновение, (Львовская областная государственная телерадиокомпания)                                       | 1                               | - 2013 Документальный фильм – регион |
| Мухин Борис | 1                               | - 2013 год Художник-постановщик телевизионной программы |
| Евгения Гладий (FILM.UA)                                                                                            | 1                               | - 2015 Актриса телевизионного фильма, сериала |
| Юлия Миншакирова (Донбасс)                                                                                          | 2                               | - 2016 Ведущий, ведущая программы любого формата – регион - 2015 Ведущий, ведущая программы любого формата – регион |
| Александр Денисов (Футбол 1/Футбол 2)                                                                               | 2                               | - 2016 Ведущий, ведущая спортивных программ - 2015 Ведущий, ведущая спортивных программ |
| Алексей Суханов (Украина)                                                                                           | 1                               | - 2015 Ведущий, ведущая ток-шоу |
| “Вопреки. Украинское счастье” (34 канал)                                                                            | 1                               | - 2015 Документальный фильм – регион |
| Скрябин. Концерт памяти (1+1)                                                                                       | 1                               | - 2015 Эфирное промо, промокампания |
| “Неделя. Итоги” (TV5)                                                                                               | 1                               | - 2015 Информационная программа – регион |
| "Орёл и Решка" (Тинспирит Студио)                                                                                   | 1                               | - 2015 Информационно-развлекательная программа |
| "Кто сверху?" (Новый канал)                                                                                         | 1                               | - 2015 Другие форматные развлекательные программы |
| "OE.20 LIVE IN KYIV" (FILM.UA)                                                                                      | 1                               | - 2015 Музыкальная программа, фильм |
| "Дом на папу" - 3 сезон (СТБ)                                                                                       | 1                               | - 2015 Новый украинский формат телевизионной программы |
| Андрей Лысецкий (FILM.UA)                                                                                           | 1                               | - 2015 Оператор, постановщик телевизионного художественного фильма, сериала |
| Олег Шевчишин, "Орёл и Решка" (Тинспирит Студио)                                                                    | 2                               | - 2016 Оператор-постановщик телевизионной программы - 2015 Оператор-постановщик телевизионной программы |
| "Покажи им" (Донбасс)                                                                                               | 1                               | - 2015 Программа любого формата – регион |
| "Сказка с папой – 2" (ПлюсПлюс)                                                                                     | 1                               | - 2015 Программа для детей |
| Артём Доллежаль, Владислав Ряшин (Star Media)                                                                       | 1                               | - 2015 Продюсер (продюсерская группа) телевизионного фильма, сериала |
| Виктория Лезина-Масляна, Владимир Завадюк, Анна Аксютенко - 2 сезон (1+1 Продакшн)                                  | 2                               | - 2016 Продюсер (продюсерская группа) телевизионной программы - 2015 Продюсер, продюсерская группа телевизионной программы |
| Артём Литвиненко (FILM.UA)                                                                                          | 2                               | - 2016 Сценарист (сценарная группа) телевизионного фильма/мини-сериала/сериала - 2015 Режиссер (режиссерская группа) телевизионного художественного фильма, сериала |
| Евгений Синельников (Тинспирит Студио)                                                                              | 2                               | - 2016 Режиссер, постановщик (режиссерская группа) телевизионной программы - 2015 Режиссер, постановщик (режиссерская группа) телевизионной программы |
| Роман Бочкала(Национальные информационные системы)                                                                  | 1                               | - 2015 Репортер |
| Евгения Мельник (TV5)                                                                                               | 2                               | - 2016 Репортер – регион - 2015 Репортер – регион |
| "Большой футбол" (Футбол 1/Футбол 2)                                                                                | 2                               | - 2016 Спортивная программа - 2015 Спортивная программа |
| "Храбрые сердца" (1+1)                                                                                              | 1                               | - 2015 Общественно-социальное ток-шоу |
| Мария Бек, Елена Бойко (FILM.UA)                                                                                    | 1                               | - 2015 Сценарист (сценарная группа) телевизионного художественного фильма, мини-сериала, сериала |
| "Гречанка" (FILM.UA)                                                                                                | 1                               | - 2015 Телевизионная новелла |
| Сезон весна-зима (Украина)                                                                                          | 1                               | - 2015 Телевизионный дизайн канала |
| "Операция Крым" (1+1)                                                                                               | 1                               | - 2015 Телевизионный документальный фильм, цикл |
| "Сказочная Русь" (Квартал 95)                                                                                       | 1                               | - 2015 Телевизионный сеть, скетчком |
| "Несокрушимая" (FILM.UA)                                                                                            | 1                               | - 2015 Телевизионный художественный фильм, мини-сериал |
| "Взвешенные и счастливые" - 4 сезон (СТБ)                                                                           | 1                               | - 2015 Форматное реалити-шоу |
| “Голос. Дети - 2 сезон (1+1)                                                                                        | 1                               | - 2015 Форматное талант-шоу |